# The Jungle (film 1914)
The Jungle è un film muto del 1914 diretto da George Irving, John H. Pratt e Augustus E. Thomas (con il nome Augustus Thomas). La sceneggiatura di Margaret Mayo si basa su La giungla, romanzo di Upton Sinclair pubblicato a New York nel 1906. Lo scrittore appare nel prologo del film seduto davanti alla sua macchina da scrivere spiegando i metodi di ricerca impiegati per la realizzazione del suo romanzo che racconta le dure condizioni di vita dei proletari, seguendo la storia di un immigrato lituano che lavora nei macelli di Chicago.

## Trama
Tra i tanti immigrati che giungono a Chicago, ci sono quelli provenienti dalla Lituania. Tra questi, Jurgis Rudkus che, arrivato a Packingtown viene aiutato dal vecchio amico Jokubas Szedvillas, originario del suo stesso villaggio e ora proprietario di una gastronomia, a trovare un lavoro ai recinti del bestiame. Presto Jurgis è in grado di mettere su famiglia e sposa la collega Ona, provocando però la delusione della cugina Marija Berczyuska, innamorata di lui. Dopo avere comprato una casa dietro suggerimento di Jokubas, le cose cominciano però a non andare più bene. John Durham, il proprietario del magazzino dove Jurgis lavora, per rimediare alle spese folli della moglie e del figlio, pensa bene di ridurre del 20% il salario dei suoi lavoranti, provocando il loro sciopero. Cosa che, però, getta in miseria gli operai. Antanas, il patrigno di Ona, si ammala, la famiglia viene sfrattata di casa e Katrina, la sorella di Ona, muore di avvelenamento industriale mentre Marija, che lavora come cameriera dai Durham, viene stuprata dal giovane Durham, Freddy, e poi cacciata di casa dalla padrona di casa.

Ona, per nutrire il figlioletto, in cambio di denaro accetta le proposte di Connor, il caposquadra. Ma, tornata a casa, scopre che il bambino è nel frattempo morto e che il suo sacrificio è stato inutile. Disperata, in lacrime, confessa tutto al marito che allora affronta Connor, gettandolo poi dentro a uno dei recinti, dove il caposquadra trova la morte sotto gli zoccoli delle bestie rinchiuse.

Ona muore, mentre Jurgis viene messo in prigione. Quando viene rilasciato, fuori non riesce più a trovare nessuno dei membri della sua famiglia. Partecipa a una manifestazione del partito socialista dove le parole dell'oratore, Upton Sinclair, lo ispirano a difendere la causa dei suoi simili. In seguito, avendo salvato una prostituta dall'annegamento, scopre che la donna non è altri che Marija. Insieme, i due decidono di lavorare alla creazione di una cooperativa operaia.

## Produzione

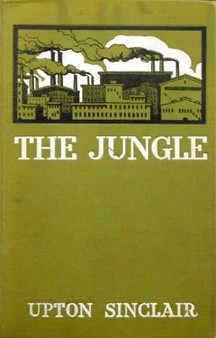
Copertina dell'edizione del 1906 del romanzo

Il film fu prodotto dalla All Star Feature Film Corp., una compagnia costituita nell'agosto 1913 per "produrre pellicole di alto livello tratti da lavori teatrali". The Jungle fu un'eccezione, in quanto fu l'unico adattamento da un romanzo".
Fu l'unico film prodotto da Archibald Selwyn, produttore teatrale e cognato della sceneggiatrice Margaret Mayo, attrice e commediografa.
Le riprese del film iniziarono in uno studio di Yonkers per poi essere spostate, a metà agosto 1914, a Fort Lee, nel New Jersey.
Le scene dei recinti del bestiame furono girate, anche se il film è ambientato a Chicago, in un recinto del New Jersey.

## Distribuzione
Il film uscì nelle sale cinematografiche statunitensi il 25 maggio 1914. Non si conoscono copie ancora esistenti della pellicola che viene considerata presumibilmente perduta.

### Critica
Variety del 26 giugno 1914 si limitò a un giudizio anti socialista piuttosto che a una critica del film. "Dal pubblico presente martedì sera al Weber di Broadway si notavano di più i posti vuoti che quelli occupati da spettatori e sembra che nessuno degli I.W.W.’s [Industrial Workers of the World] di Mr. Sinclair avesse pensato che il suo film valesse un viaggio in centro. Lo scrittore ha riassunto il film come "cinque bobine di miseria."
Una recensione apparsa sul Motion Picture News del 4 luglio 1914 a firma di A. Danson Michell riportava: "Grande cura è stata presa nei dettagli. Le didascalie sono scritte e mostrate nell'originale linguaggio lituano per poi, dopo una dissolvenza, essere tradotte". Le scene che mostrano la carne marcia, le salsicce fatte con ratti morti, il prosciutto pieno di vermi sono naturalmente nauseanti, ma innegabilmente realistiche."